# Иоанн III Схоластик
Иоа́нн III Схола́стик (греч. Ιωάννης Γ΄ Σχολαστικός; около 503 — 31 августа 577) — константинопольский патриарх. Известный канонист восточной церкви.
Православной церковью почитается в лике святителей, память совершается 21 февраля (по юлианскому календарю).

## Биография
Родился в Антиохии и перед рукоположению в священники был адвокатом. Антиохийский патриарх послал его как своего представителя в Константинополь, где он вскоре стал известен как «учёный схоластик».
Служил апокрисиарием (поверенным в делах) Антиохийской церкви в Константинополе, потом священником Антиохийской церкви.
С 565 года — Константинопольский патриарх. Во время патриаршества сделал свод гражданских постановлений, относящихся к церкви. Из этих сборников составился Номоканон, действующий в церковном судопроизводстве.
Ему принадлежит заслуга создания «Свода пятидесяти титулов», поделившего соборные каноны на рубрики по темам; он же участвовал и в составлении параллельного сборника имперских законов, разделённого на 87 глав (Collectio LXXXVII capitulorum). Оба эти труда вызваны образовавшимся в Византии стремлением к объединению церкви и государства в одно целое и были составлены по инициативе императора Юстиниана.

## Труды
- Номоканон (греч. σύνταγμα) — сборник церковных правил, в состав которого вошли правила апостолов, первых четырёх вселенских соборов и шести поместных соборов, а также 68 правил Василия Великого, извлеченных из его посланий. Труд этот, впрочем, не был самостоятельным: автор, как он сам заявляет, пользовался чьим-то сборником того же рода, до нас не дошедшим.
- Сборник гражданских греко-римских законов по церковным вопросам (LXXXVII capitula).
- Сочинение «О Троице», опровергавшееся александрийским учёным Иоанном Филопоном.
- Святитель Иоанн — творец церковных песнопений «Иже Херувимы» и «Вечери Твоея Тайныя».

Подробное исследование об Иоанне Схоластике принадлежит Владимиру Бенешевичу.